# 南江堂
株式会社南江堂（なんこうどう、英: Nankodo Co., Ltd.）は、1879年（明治12年）に創業した医学系出版社である。現存する出版社としては5本の指に入る歴史の深さを誇る。本社所在地は、東京都文京区本郷三丁目42-6。

## 概要
創業者は小田原藩士の4男、小立鉦四郎（安政3年生まれ）。1879年2月に南江堂書店を創立し、昭和9年に株式会社にした。明治42年の森鴎外の小説「ヰタ・セクスアリス」にも南江堂の名が確認できる。
創業以来、「文化的意義の深い出版事業を通して、社会に貢献する」という理念のもと、医学・薬学・看護学・生物学・化学・栄養学の専門図書を刊行。 現在は年間約100点におよぶ新刊書籍のほか、月刊誌として臨床雑誌『内科』、臨床雑誌『外科』、臨床雑誌『整形外科』『胸部外科』、隔月刊誌として『がん看護』を発行している。 また、医学の洋書・洋雑誌の輸入販売では、世界各国の出版社とネットワークを築いている。
以前は「化学の領域」のような化学系の雑誌や、ドイツ語の教科書やドイツ語辞書も刊行していたが、現在では医学、薬学、看護の分野に収束している。その一方で、創成期には主流であった洋書籍に比べ、和書出版の比率が7割近くになっている。医学書の定番となった『今日の治療薬』は昭和52年（1977年）に初版を発行以来、版を重ね、薬剤情報の分野ではベストセラーとなっている。
柔道整復師養成施設の接骨系科目の教科書（衛生学・公衆衛生学、生理学、柔道整復理論、柔道整復実技、外科学概論、整形外科学、包帯固定学）の出版も行っている。平成5年（1994年）時点では、フロッピーディスク付きの医学書籍も出版していた。

## 雑誌
- 臨床雑誌外科（月刊）
- 胸部外科（月刊）
- 臨床雑誌整形外科（月刊）
- 臨床雑誌内科（月刊）
- がん看護（隔月刊）